# Alcmène

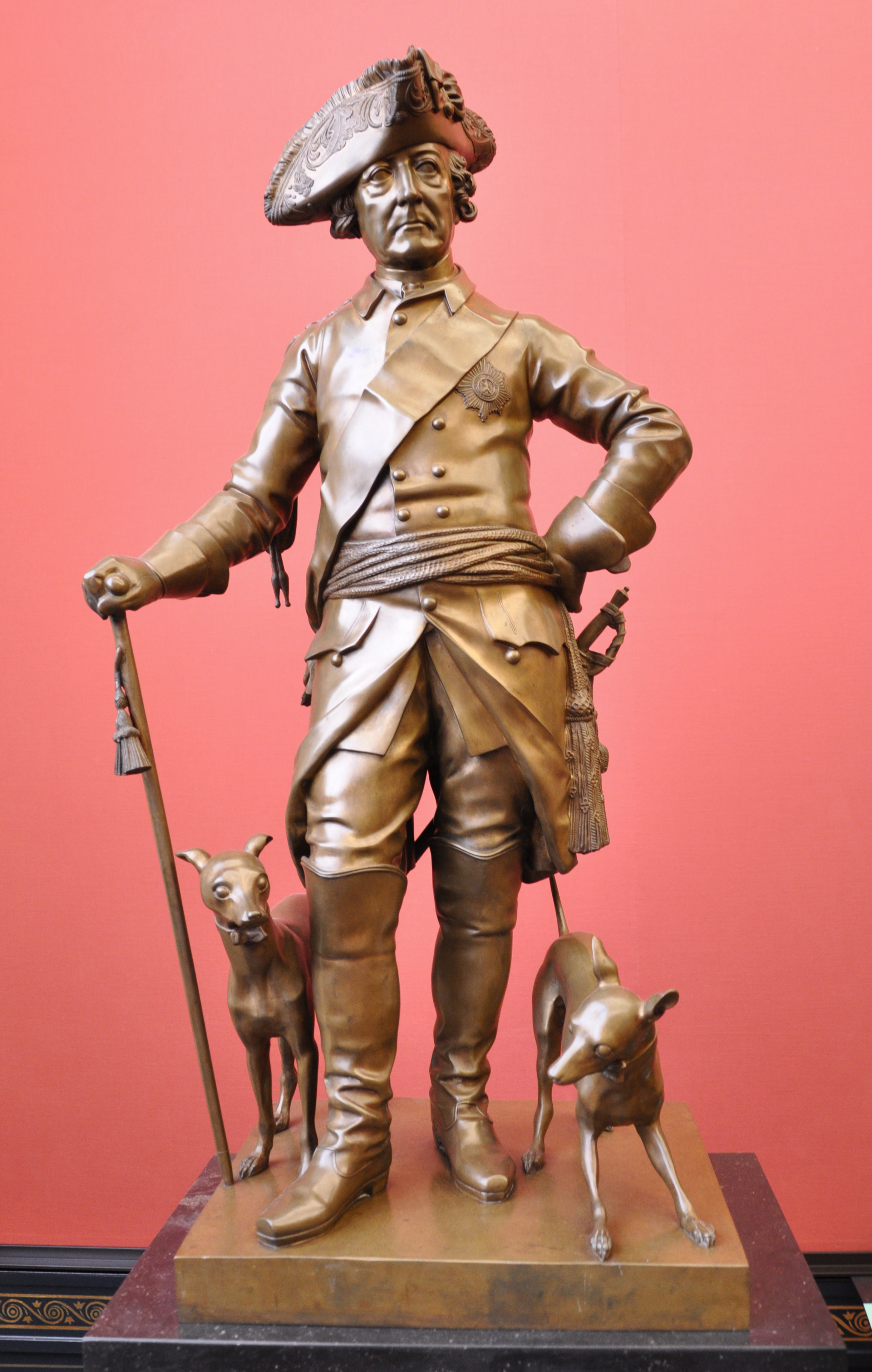
Friedrich II. mit den Windspielen Alcmène und Hasenfuß, Johann Gottfried Schadow, Entwurf 1821–1822, Guss von 1906, Bronze; Alte Nationalgalerie, Berlin

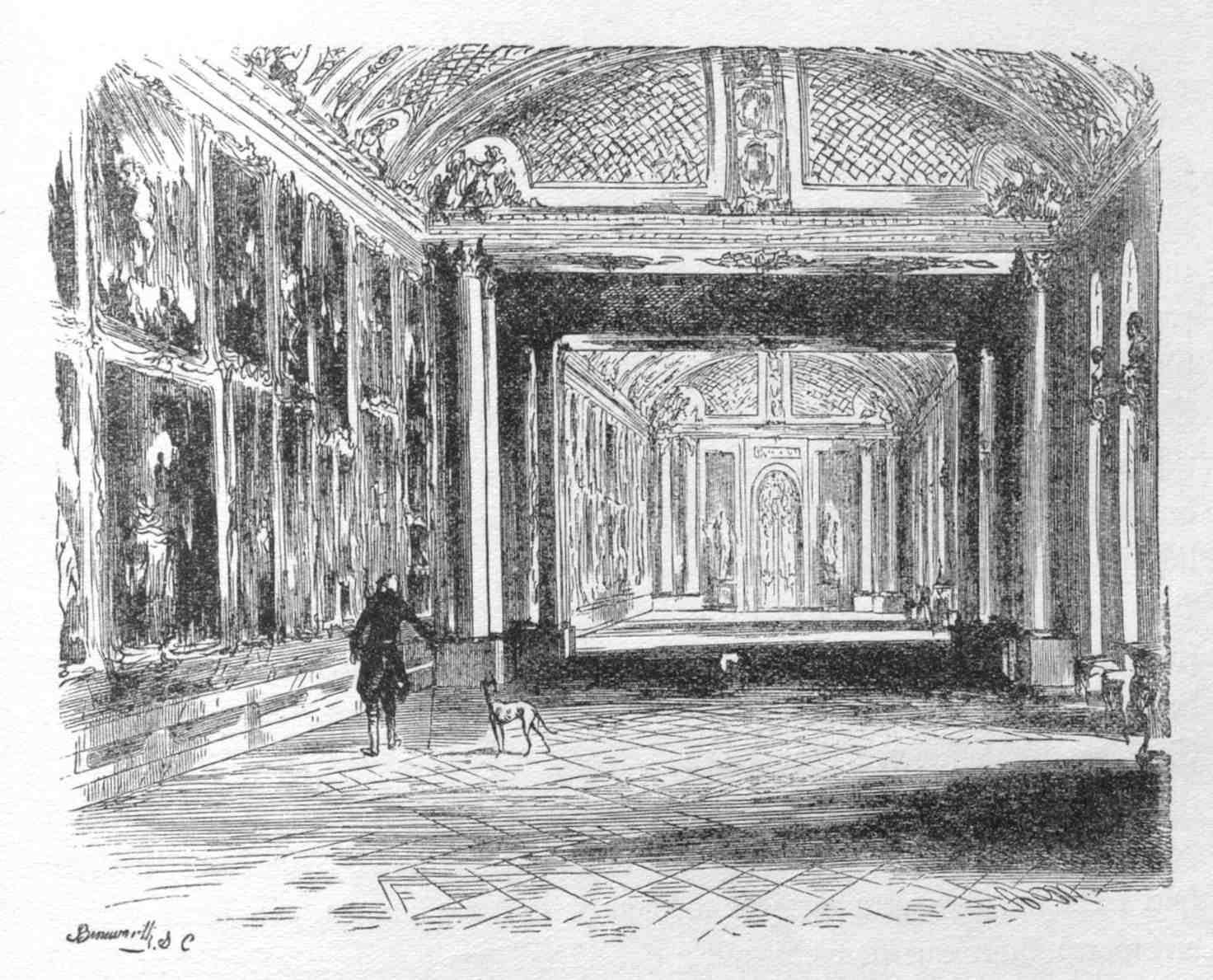
„Der große Saal in der Bildergalerie von Sanssouci, nach der Natur gezeichnet“. Die Federzeichnung zeigt Friedrich den Großen mit einem seiner Windspiele. Adolph von Menzel, Reproduktion von Bernwarth, 1856. Eine Szene, auf die sich Bruno Frank bei Tage des Königs, dritter Teil: Alkmene bezieht.

Alcmène (auch Alkmene; † 1785 in Sanssouci) war eine der Lieblingshündinnen des preußischen Königs Friedrich II. Sie wird in zeitgenössischen Quellen als Windspiel bezeichnet und wurde von Friedrich nach Alkmene („Die Starke“), einer Figur der Griechischen Mythologie, benannt.
Neben Friedrichs erster Windspiel-Hündin Biche und der an seinem Sterbebett anwesenden Superbe gehörte Alcmène zu den Favorithündinnen des Königs. Wie auch schon Biche vor ihr, durfte Alcmène sich am Hof in Sanssouci viel erlauben. Sie wurde auf Sesseln und Kissen geduldet, durfte im Bett des Königs schlafen und wurde von ihm wegen ihrer (angeblichen) Instinkte gegenüber Menschen geschätzt. So soll sie bei einem Vorstellungsgespräch des italienischen Gelehrten Girolamo Lucchesini an diesem hochgesprungen sein und somit ihre Zuneigung bekundet haben – weshalb er den Posten als Kammerherr bekam.

## Krankheit und Tod
Zur Krankheit und dem Tod von Alcmène ist vielfach, teilweise kontrovers, berichtet worden.
Gesichert ist, dass der König sich 1785 zu einer jährlich stattfindenden Truppenmusterung in Schlesien aufhielt. Alcmène war bei seiner Abreise bereits alterskrank und der Herrscher in großer Sorge um sie. An seinen Bruder Heinrich hatte er im Vorfeld bereits geschrieben:

„Ich habe einen häuslichen Kummer, mein armer Hund wird sterben, und, um mich zu trösten sage ich mir, da der Tod auch gekrönte Häupter nicht verschont, kann meine arme Alcmène kein besseres Los erwarten.“

Im Manöver ließ er sich täglich durch berittene Kammerhusaren über den Zustand der Hündin unterrichten. Als ihm von Alcmènens Tod berichtet wurde, brach er seine Anwesenheit beim Manöver ab und reiste zurück nach Sanssouci.
Nach verschiedenen Quellen war die Hündin nach ihrem Tod bereits beigesetzt worden und wurde auf Anordnung Friedrichs wieder ausgegraben und im Bibliothekssaal in Sanssouci aufgebahrt. Andere Quellen berichten von einer Aufbahrung direkt nach Todeseintritt. Bei Ankunft des Königs hatte die Verwesung des Hundekörpers bereits begonnen, von entsprechendem Gestank wird berichtet. Dennoch habe der eintreffende Friedrich direkt nach Ankunft die Hundeleiche in den Arm genommen und sich unter Tränen mit Küssen verabschiedet. Nach einer Novelle von 1886 soll der König drei Tage lang um seine Hündin getrauert haben.
Auf Friedrichs Anweisung wurde Alcmène in einem Sarg in der für ihn selbst bestimmten Gruft unter der obersten Weinbergterrasse der Parkanlage von Sanssouci beigesetzt. Sie war der einzige der an der Terrasse beerdigten Hunde des Königs, der dieser besondere Gunstbeweis zuteilwurde. Eine massive Sandsteinplatte mit ihrem Namen wurde neben denen der anderen Hunde verlegt. Die Grabplatte wurde im Jahr 2005 gereinigt und konserviert.

## Literarische und künstlerische Darstellung
Im Erzählzyklus Tage des Königs von Bruno Frank aus dem Jahr 1924 wird eine von drei Erzählungen dem Verhältnis Friedrichs zu Alcmène gewidmet. Die Geschichte handelt von der oben geschilderten Inspektion des Grünen Regiments auf einem Truppenübungsplatz bei Neisse, bei der der König vom Tod der Hündin erfährt, seiner überstürzten Rückreise nach Potsdam und dem Abschied von Alcmène im Schloss Sanssouci. Der Abschied von dem Tier wird zum Abschied vom eigenen Leben.
Hasenfuß und Alcmène wurden von Johann Gottfried Schadow als Begleitung zu einem Ensemble mit der Königsfigur modelliert. Während der Arbeit notierte Schadow:

„Als Beiwerk werde ich ein paar von den kleinen Windhunden anbringen, qui faisant la distraction du grand Monarque.“

Auf den Halsbändern der Hunde vermerkte Schadow ihre Namen. Das Original wurde häufig kopiert.
Im Historienstummfilm Der alte Fritz von Gerhard Lamprecht aus dem Jahr 1928 wird gezeigt, wie der Tod Alcmènes den einsamen König aus der Fassung bringt.

## Sonstiges
Am Schlosse zu Potsdam und auf dem Jägerhof, der sich vor dem heute noch stehenden Jägertor und der Akzisemauer Potsdams befand, wurden Windspiele in einer „Pflanzschule“ mit etwa 40 bis 80 Hunden gezüchtet; für Pflege und Aufsicht waren zwei Jäger verantwortlich, von denen einer zugleich für das gesundheitliche Wohl dieser Tiere sorgen sollte. Die schönsten „Zöglinge“ dieser „Pflanzschule“ wurden an den königlichen Hof geliefert.